# Strider Rock
Strider Rock är en kulle i Antarktis. Den ligger i Västantarktis. Nya Zeeland gör anspråk på området. Toppen på Strider Rock är 635 meter över havet.
Terrängen runt Strider Rock är platt åt nordost, men åt sydväst är den kuperad. Trakten är obefolkad. Det finns inga samhällen i närheten.